# Marie de Castellane
Pour les articles homonymes, voir Castellane (homonymie).
Marie Dorothée Élisabeth de Castellane, plus connue sous son nom de femme mariée, princesse Antoine Radziwill (en allemand : Fürstin von Radziwill), née le 19 février 1840 à Paris, et morte le 10 juillet 1915 à Kleinitz (arrondissement de Grünberg-en-Silésie), est une femme de lettres et mémorialiste française, devenue par son mariage sujette du royaume de Prusse, puis de l'Empire allemand. C'est la tante paternelle de Boni de Castellane et la cousine de la princesse de Fürstenberg, née Talleyrand-Périgord (1862-1948), en secondes noces comtesse de Castellane.

## Biographie
Fille du marquis Henri de Castellane (voir la maison de Castellane) et de la princesse Pauline de Talleyrand-Périgord (voir la maison de Talleyrand-Périgord), Marie de Castellane est baptisée par l'abbé Dupanloup, futur évêque d'Orléans. Elle passe la plus grande partie de son enfance, après le décès de son père, dans le domaine familial de ses ancêtres maternels en Silésie prussienne et accompagnait quelquefois sa mère rendre visite à leur parenté en France et y séjourner en été.
Elle épouse le 3 octobre 1857 à Sagan dans la partie prussienne de la Silésie, Frédéric-Guillaume-Antoine, prince Radziwill, duc de Nieswill (né en 1833 et mort le 16 décembre 1904 à Berlin), général allemand, membre de la Chambre des seigneurs de Prusse et aide de camp de Guillaume Ier, roi de Prusse et empereur d'Allemagne. Ils ont quatre enfants : Jerzy (Georges) (1860-1914), Élisabeth (1861-1950), Hélène (1874-1958) et Stanislas (1880-1920).

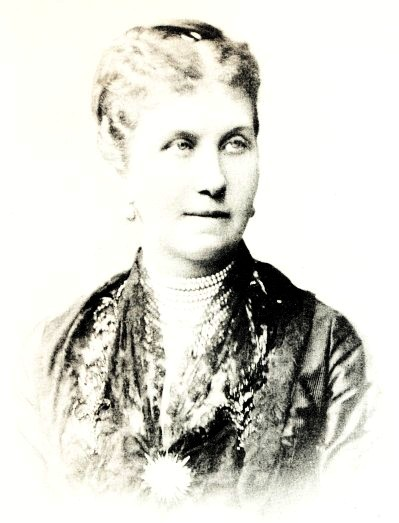
Photographie de la princesse Radziwill en 1890

La princesse Radziwill passa une grande partie de sa vie à Berlin en Allemagne, où elle était, selon Boni de Castellane, « le bœuf Apis en personne et la reine de Berlin. »
De 1881 à 1886, elle entreprit la restauration du château des Radziwill à Nieswiez (aujourd'hui Niasvij, en Biélorussie), ce qui permit de sauver les archives et la bibliothèque. Elle fit ajouter au château une terrasse flanquée de tourelles néo-gothiques et fit redessiner le parc à l'anglaise (1878-1911).
La princesse Radziwill tenait à Berlin un salon (d'abord au palais Radziwill de la Wilhelmstraße, puis au palais du no 3 de la Pariser Platz, après 1878) où se pressaient des personnalités de l'aristocratie, des lettres, des arts et de la diplomatie, ainsi que du monde politique, dans la tradition de sa grand-mère la duchesse de Dino, ou de la grand-mère de son mari, la princesse Radziwill, née princesse Louise de Prusse. On y respirait un air de liberté intellectuelle et de tolérance religieuse (la princesse était catholique) contraire à l'esprit du Kulturkampf de Bismarck, qui y venait toutefois. Nombre de membres de l'aristocratie polonaise ou allemande s'y rencontraient et l'on y parlait souvent français.
Elle a publié en 1906 les Souvenirs de sa grand-mère, la duchesse de Dino et, en 1909, une Chronique de 1831 à 1862, également tirée des papiers de son aïeule. Elle a œuvré toute sa vie - en vain - au rapprochement franco-allemand. C'était une des personnalités les plus en vue de la cour du Kaiser. Un jour son neveu, Boni de Castellane, l'invite, lors de l'un de ses séjours à Paris, à dîner au Ritz et elle le remercie en ces termes: « je te suis particulièrement reconnaissante de m'avoir menée à l'auberge, où je n'avais jamais dîné. »
Lorsque la guerre éclate, elle est assignée à résidence, par crainte d'espionnage, dans son petit château de Kleinitz, où elle meurt le 10 juillet 1915.

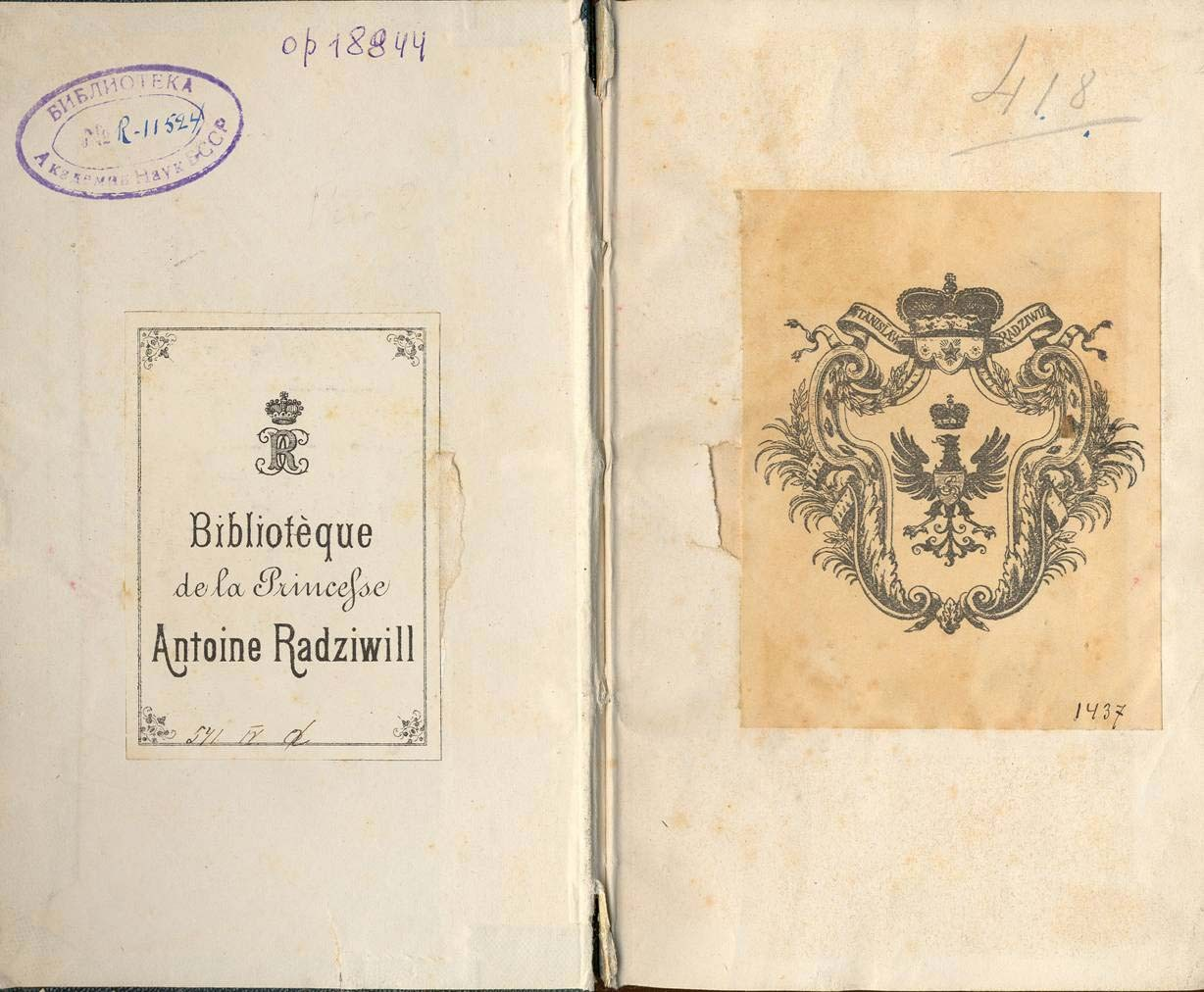
Ex-libris de la princesse Radziwill.

Ses souvenirs ont été publiés sous le titre : Souvenirs de la princesse Radziwill (née Castellane) 1840-1873. Une Française à la cour de Prusse (1931).
Sa correspondance avec le général italien Mario Nicolis de Robilant  a été également publiée à titre posthume. Ses lettres représentent une mine de renseignements sur la politique au jour le jour à Berlin et à Paris: Une grande dame d'avant-guerre. Lettres de la princesse Radziwill au général de Robilant, 1889-1914, 4 volumes, Bologne, 1933-1934.

## Habitués du salon de la princesse Radziwill
| - Empereur Guillaume Ier - Empereur Guillaume II - Impératrice Augusta - Impératrice Augusta Victoria - Général Emil von Albedyll - Prince Franz von Arenberg - Theobald von Bethmann-Hollweg - Chancelier Otto von Bismarck - Prince Bernhard von Bülow - Marie von Bunsen (de) - Jules Cambon - Lord Curzon - Rudolph von Delbrück - Général-comte August zu Eulenburg - Comte Botho zu Eulenburg | - Heinrich von Friedberg - Comte Agenor Maria Gołuchowski - Ambassadeur Élie de Gontaut-Biron - Sir Edward Goschen (de) - Général Wilhelm von Hahnke - Prince Hermann von Hatzfeldt - Princesse Marie de Hohenlohe-Schillingsfürst - Comte Bogdan von Hutten-Czapski - Comte Ignatiev - Ernst von Ihne - Comte Heinrich Friedrich von Itzenplitz - Alfred von Kiderlen-Waechter - Botho von dem Knesebeck (de) | - Lilli Lehmann - Comte Hugo von Lerchenfeld-Köfering (de) - Général-baron Walter von Loë - Sir Edward Malet - Baron Adolf Marschall von Bieberstein - Laura Minghetti (it) - Helmuth von Moltke - Georg Herbert zu Münster - Hedwig von Olfers - Comtesse Luise von Oriola - Comtesse Maximiliane von Oriola - Prince Hugo von Radolin - Comte Friedrich Wilhelm von Redern | - Odo Russell, baron Ampthill - Max von Schwartzkoppen - Götz von Seckendorff (de) - Baronne Hildegard von Spitzemberg - Sir Cecil Spring Rice - Ladislaus de Szögyény-Marich - Max von Thielmann - Baron Karl von Varnbüler (de) - Prince Guillaume-Adolphe de Wied |

## Œuvre

Armoiries de sa famille paternelle

- 1906 : Souvenirs de sa grand-mère, la duchesse de Dino.
- 1909 : Chronique de 1831 à 1862.
- 1909 - 1910 : Duchesse de Dino (puis duchesse de Talleyrand et de Sagan). Chronique de 1831 à 1862, prix Halphen de l’Académie française en 1911.
- 1931 : Souvenirs de la princesse Radziwill (née Castellane) 1840-1873, préface de Jules Cambon de l'Académie française, Paris, librairie Plon.
- 1933 : Une grande dame d'avant guerre - Lettres de la princesse Radziwill au général de Robilant 1889-1914, tome 1 (1889-1895) et tome 2 (1896-1901), Nicola Zanichelli, Bologne.
- 1934 : Une grande dame d'avant guerre - Lettres de la princesse Radziwill au général de Robilant 1889-1914, tome 3 (1902-1907) et tome 4 avec index (1908-1914), Nicola Zanichelli, Bologne.

## Armoiries
De gueules, à la tour donjonnée de trois pièces d'or, maçonnée de sable, celle du milieu plus élevée.

## Voir aussi

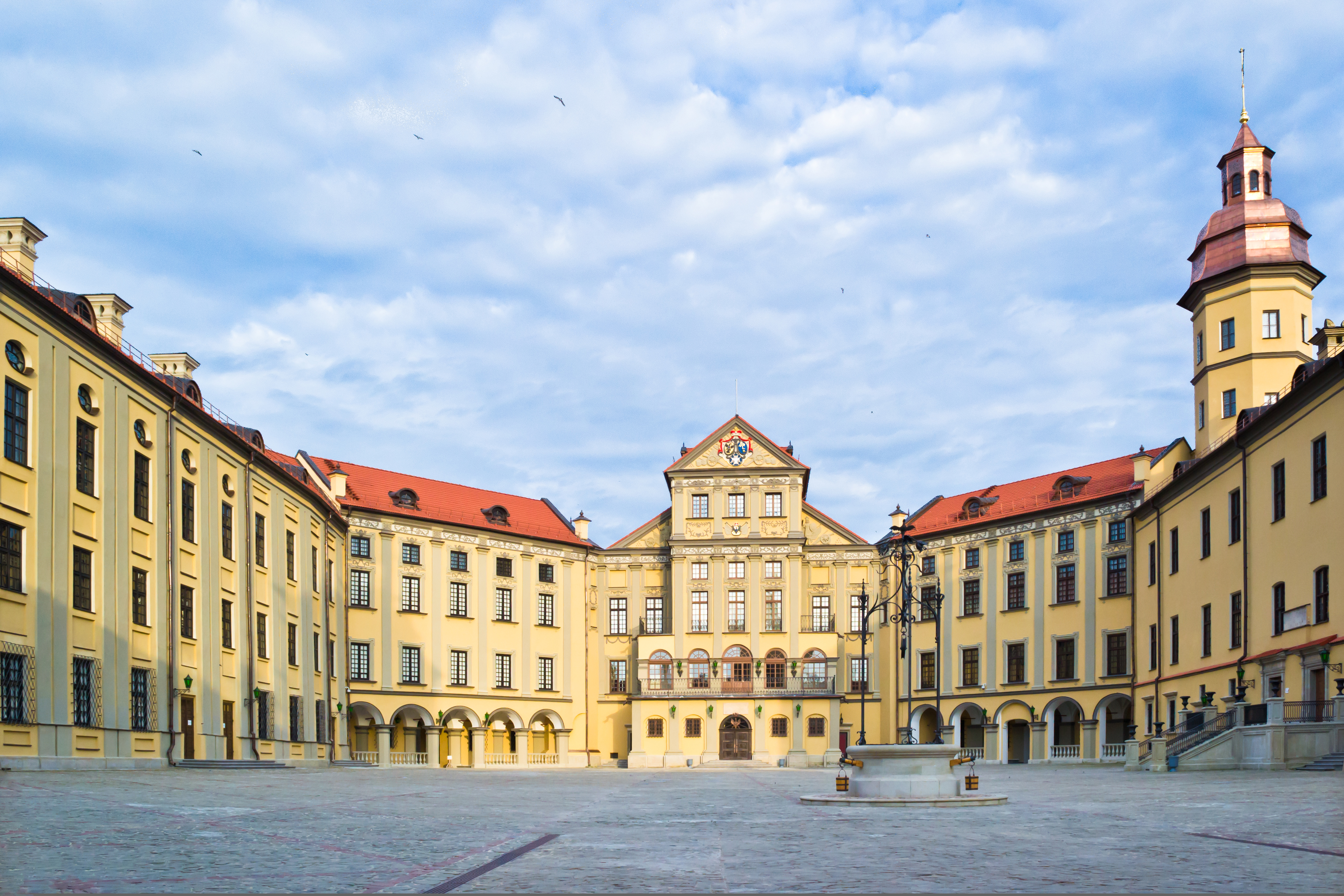
Château de Nieswiez

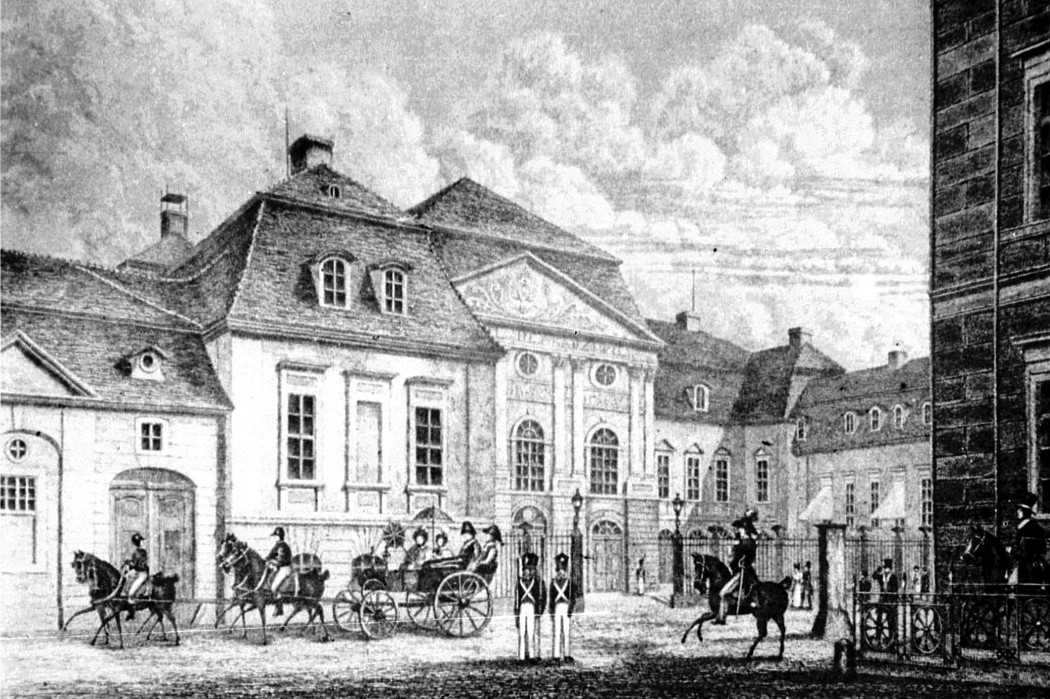
Palais Radziwill (vers 1835) à Berlin, acquis dans les années 1870 par la chancellerie du Reich